# Giải vô địch cờ tướng các đấu thủ mạnh toàn quốc
Giải vô địch cờ tướng các đấu thủ mạnh toàn quốc là giải đấu cờ tướng do Liên đoàn cờ tướng Việt Nam tổ chức từ năm 2007 cho đến nay. Đây là giải với mục đích tuyển chọn, danh giá chỉ sau giải vô địch cờ tướng Việt Nam (A1). Bên cạnh xác định nhà vô địch thì những kỳ thủ có thành tích tốt (top 3 cờ tiêu chuẩn) sẽ được xét tuyển chọn vào đội tuyển quốc gia thực hiện nhiệm vụ, nghĩa vụ thi đấu ở các giải quốc tế trong năm.

### Nam - Tiêu chuẩn nam
| Năm  | Địa điểm tổ chức      | Quán quân                                      | Á quân                                         | Quý quân                                       |
| ---- | --------------------- | ---------------------------------------------- | ---------------------------------------------- | ---------------------------------------------- |
| 2007 | Bà Rịa – Vũng Tàu     | Nguyễn Thành Bảo (2) (Bà Rịa-Vũng Tàu)         | Trịnh A Sáng (Thành phố Hồ Chí Minh)           | Nguyễn Vũ Quân (Hà Nội)                        |
| 2008 | Đà Nẵng               | Nguyễn Thành Bảo (2) (Bà Rịa-Vũng Tàu)         | Lại Lý Huynh (Cà Mau)                          | Trần Chánh Tâm (Thành phố Hồ Chí Minh)         |
| 2009 | Hà Nội                | Nguyễn Thành Bảo (3) (Hà Nội)                  | Lại Lý Huynh (Cà Mau)                          | Trịnh A Sáng (Thành phố Hồ Chí Minh)           |
| 2010 | Hà Nội                | Trịnh A Sáng (2) (Thành phố Hồ Chí Minh)       | Võ Minh Nhất (Bình Phước)                      | Nguyễn Thành Bảo (Hà Nội)                      |
| 2011 | Bình Phước            | Trịnh A Sáng (2) (Thành phố Hồ Chí Minh)       | Nguyễn Thành Bảo (Hà Nội)                      | Võ Minh Nhất (Bình Phước)                      |
| 2012 | Hạ Long               | Uông Dương Bắc (Bà Rịa-Vũng Tàu)               | Nguyễn Minh Nhật Quang (Thành phố Hồ Chí Minh) | Võ Minh Nhất (Bình Phước)                      |
| 2013 | Thái Nguyên           | Nguyễn Thành Bảo (4) (Hà Nội)                  | Trương Á Minh (Thành phố Hồ Chí Minh)          | Đặng Cửu Tùng Lân (Bình Phước)                 |
| 2014 | Cần Thơ               | Trương Á Minh (Thành phố Hồ Chí Minh)          | Uông Dương Bắc (Bà Rịa-Vũng Tàu)               | Nguyễn Hoàng Lâm (Thành phố Hồ Chí Minh)       |
| 2015 | Cần Thơ               | Tôn Thất Nhật Tân (1) (Đà nẵng)                | Trịnh A Sáng (Thành phố Hồ Chí Minh)           | Trương Á Minh (Thành phố Hồ Chí Minh)          |
| 2016 | Bà Rịa – Vũng Tàu     | Đào Quốc Hưng (Thành phố Hồ Chí Minh)          | Nguyễn Minh Nhật Quang (Thành phố Hồ Chí Minh) | Uông Dương Bắc (Bình Dương)                    |
| 2017 | Bắc Giang             | Tôn Thất Nhật Tân (2) (Đà nẵng)                | Nguyễn Hoàng Lâm (Thành phố Hồ Chí Minh)       | Hà Văn Tiến (Cần Thơ)                          |
| 2018 | Thành phố Hồ Chí Minh | Lại Lý Huynh (Bình Dương)                      | Nguyễn Minh Nhật Quang (Thành phố Hồ Chí Minh) | Tôn Thất Nhật Tân (Đà nẵng)                    |
| 2019 | Hà Nội                | Hà Văn Tiến (2) (Bình Phước)                   | Nguyễn Anh Mẫn (Đà nẵng)                       | Nguyễn Anh Quân (Quảng Ninh)                   |
| 2020 | Thành phố Hồ Chí Minh | Hà Văn Tiến (2) (Bình Phước)                   | Vũ Quốc Đạt (Thành phố Hồ Chí Minh)            | Uông Dương Bắc (Bà Rịa-Vũng Tàu)               |
| 2021 | Bắc Giang             | Nguyễn Minh Nhật Quang (Thành phố Hồ Chí Minh) | Võ Văn Hoàng Tùng (Đà nẵng)                    | Trương Đình Vũ (Đà nẵng)                       |
| 2022 | Bình Phước            | Chu Tuấn Hải (Bình Phước)                      | Tôn Thất Nhật Tân (Đà nẵng)                    | Nguyễn Minh Nhật Quang (Thành phố Hồ Chí Minh) |
| 2023 | Đà Nẵng               | Nguyễn Anh Quân (Quảng Ninh)                   | Nguyễn Hoàng Lâm (Thành phố Hồ Chí Minh)       | Tôn Thất Nhật Tân (Đà nẵng)                    |

### Nam - Nhanh nam
| Năm  | Địa điểm tổ chức      | Quán quân                     | Á quân                                         | Quý quân                                       |
| ---- | --------------------- | ----------------------------- | ---------------------------------------------- | ---------------------------------------------- |
| 2020 | Thành phố Hồ Chí Minh | Võ Minh Nhất (Bình Phước)     | Nguyễn Minh Nhật Quang (Thành phố Hồ Chí Minh) | Trần Chánh Tâm (Thành phố Hồ Chí Minh)         |
| 2021 | Bắc Giang             | Nguyễn Khánh Ngọc (Đà nẵng)   | Hà Văn Tiến (Bình Phước)                       | Nguyễn Minh Nhật Quang (Thành phố Hồ Chí Minh) |
| 2022 | Bình Phước            | Lại Lý Huynh (2) (Bình Dương) | Nguyễn Anh Quân (Quảng Ninh)                   | Đặng Hữu Trang (Bình Dương)                    |
| 2023 | Đà Nẵng               | Lại Lý Huynh (2) (Bình Dương) | Nguyễn Thành Bảo (Bình {Phước)                 | Vũ Quốc Đạt (Thành phố Hồ Chí Minh)            |

### Nam - Chớp nam
| Năm  | Địa điểm tổ chức      | Quán quân                                          | Á quân                                         | Quý quân                                       |
| ---- | --------------------- | -------------------------------------------------- | ---------------------------------------------- | ---------------------------------------------- |
| 2014 | Cần Thơ               | Nguyễn Minh Nhật Quang (1) (Thành phố Hồ Chí Minh) | Lại Tuấn Anh (Hà Nội)                          | Lại Lý Huynh (Bình Dương)                      |
| 2015 | Cần Thơ               | Lại Lý Huynh (1) (Bình Dương)                      | Trần Văn Ninh (Đà nẵng)                        | Uông Dương Bắc (Bình Dương)                    |
| 2016 | Bà Rịa – Vũng Tàu     | Nguyễn Minh Nhật Quang (2) (Thành phố Hồ Chí Minh) | Võ Minh Nhất (Bình Phước)                      | Trần Văn Ninh (Đà nẵng)                        |
| 2017 | Bắc Giang             | Hà Văn Tiến (1) (Cần Thơ)                          | Lại Tuấn Anh (Cần Thơ)                         | Võ Văn Hoàng Tùng (Đà nẵng)                    |
| 2018 | Thành phố Hồ Chí Minh | Lại Lý Huynh (2) (Bình Dương)                      | Nguyễn Hoàng Lâm B (Thành phố Hồ Chí Minh)     | Chu Tuấn Hải (Huế)                             |
| 2019 | Hà Nội                | Hà Văn Tiến (2) (Bình Phước)                       | Nguyễn Minh Nhật Quang (Thành phố Hồ Chí Minh) | Nguyễn Anh Quân (Quảng Ninh)                   |
| 2020 | Thành phố Hồ Chí Minh | Lại Lý Huynh (3) (Bình Dương)                      | Trần Hữu Bình (Bình Dương)                     | Lại Tuấn Anh (Bà Rịa-Vũng Tàu)                 |
| 2021 | Bắc Giang             | Tôn Thất Nhật Tân (Đà nẵng)                        | Nguyễn Văn Tới (Bình Định)                     | Hà Văn Tiến (Bình Phước)                       |
| 2022 | Bình Phước            | Hà Văn Tiến (3) (Bình Phước)                       | Nguyễn Thành Bảo (Bình {Phước)                 | Nguyễn Minh Nhật Quang (Thành phố Hồ Chí Minh) |
| 2023 | Đà Nẵng               | Nguyễn Thành Bảo (Bình {Phước)                     | Lại Lý Huynh (Bình Dương)                      | Nguyễn Phúc Lợi (Bình Dương)                   |

### Nữ - Tiêu chuẩn nữ
| Năm  | Vô địch                                       | Hạng nhì                                  | Hạng ba                                   |
| ---- | --------------------------------------------- | ----------------------------------------- | ----------------------------------------- |
| 2007 | Ngô Lan Hương (2) (Thành phố Hồ Chí Minh)     | Hoàng Hải Bình (Thành phố Hồ Chí Minh)    | Nguyễn Phi Liêm (Hà Nội)                  |
| 2008 | Ngô Lan Hương (2) (Thành phố Hồ Chí Minh)     | Đàm Thị Thùy Dung (Thành phố Hồ Chí Minh) | Nguyễn Hoàng Yến (Thành phố Hồ Chí Minh)  |
| 2009 | Hoàng Hải Bình (Thành phố Hồ Chí Minh)        | Ngô Lan Hương (Thành phố Hồ Chí Minh)     | Lê Thị Hương (Thành phố Hồ Chí Minh)      |
| 2010 | Phạm Thu Hà (2) (Hà Nội)                      | Trần Tuệ Doanh (Thành phố Hồ Chí Minh)    | Đàm Thị Thùy Dung (Thành phố Hồ Chí Minh) |
| 2011 | Phạm Thu Hà (2) (Hà Nội)                      | Cao Phương Thanh (Thành phố Hồ Chí Minh)  | Bùi Châu Ý Nhi (Thành phố Hồ Chí Minh)    |
| 2012 | Nguyễn Hoàng Yến (1) (Thành phố Hồ Chí Minh)  | Hoàng Hải Bình (Thành phố Hồ Chí Minh)    | Trần Tuệ Doanh (Thành phố Hồ Chí Minh)    |
| 2013 | Đàm Thị Thùy Dung (1) (Thành phố Hồ Chí Minh) | Nguyễn Phi Liêm (Hà Nội)                  | Nguyễn Hoàng Yến (Thành phố Hồ Chí Minh)  |
| 2014 | Nguyễn Hoàng Yến (2) (Thành phố Hồ Chí Minh)  | Nguyễn Phi Liêm (Hà Nội)                  | Lê Thị Kim Loan (Hà Nội)                  |
| 2015 | Bùi Châu Ý Nhi (Thành phố Hồ Chí Minh)        | Nguyễn Hoàng Yến (Thành phố Hồ Chí Minh)  | Nguyễn Phi Liêm (Bình Dương)              |
| 2016 | Cao Phương Thanh (Thành phố Hồ Chí Minh)      | Nguyễn Hoàng Yến (Thành phố Hồ Chí Minh)  | Đàm Thị Thùy Dung (Thành phố Hồ Chí Minh) |
| 2017 | Đàm Thị Thùy Dung (2) (Thành phố Hồ Chí Minh) | Nguyễn Hoàng Yến (Thành phố Hồ Chí Minh)  | Nguyễn Anh Đình (Thành phố Hồ Chí Minh)   |
| 2018 | Nguyễn Hoàng Yến (4) (Thành phố Hồ Chí Minh)  | Đàm Thị Thùy Dung (Thành phố Hồ Chí Minh) | Ngô Thị Thu Nga (Bình Dương)              |
| 2019 | Nguyễn Hoàng Yến (4) (Thành phố Hồ Chí Minh)  | Đàm Thị Thùy Dung (Thành phố Hồ Chí Minh) | Nguyễn Phi Liêm (Bà Rịa-Vũng Tàu)         |
| 2020 | Hồ Thị Thanh Hồng (Bình Định)                 | Nguyễn Hoàng Yến (Thành phố Hồ Chí Minh)  | Đàm Thị Thùy Dung (Thành phố Hồ Chí Minh) |
| 2021 | Kiều Bích Thủy (Hà Nội)                       | Trần Tuệ Doanh (Thành phố Hồ Chí Minh)    | Phạm Thu Hà (Hà Nội)                      |
| 2022 | Nguyễn Phi Liêm (Hà Nội)                      | Kiều Bích Thủy (Hà Nội)                   | Đàm Thị Thùy Dung (Thành phố Hồ Chí Minh) |
| 2023 | Đàm Thị Thùy Dung (3) (Thành phố Hồ Chí Minh) | Phạm Thu Hà (Hà Nội)                      | Nguyễn Phi Liêm (Hà Nội)                  |

### Nữ - Nhanh nữ
| Năm  | Địa điểm tổ chức      | Quán quân                         | Á quân                                    | Quý quân                               |
| ---- | --------------------- | --------------------------------- | ----------------------------------------- | -------------------------------------- |
| 2020 | Thành phố Hồ Chí Minh | Hồ Thị Thanh Hồng (2) (Bình Định) | Lê Thị Kim Loan (Hà Nội)                  | Nguyễn Phi Liêm (Bà Rịa-Vũng Tàu)      |
| 2021 | Bắc Giang             | Hồ Thị Thanh Hồng (2) (Bình Định) | Đàm Thị Thùy Dung (Thành phố Hồ Chí Minh) | Kiều Bích Thủy (Hà Nội)                |
| 2022 | Bình Phước            | Nguyễn Phi Liêm (Hà Nội)          | Đàm Thị Thùy Dung (Thành phố Hồ Chí Minh) | Hồ Thị Thanh Hồng (Bình Định)          |
| 2023 | Đà Nẵng               | Lê Thị Kim Loan (Hà Nội)          | Kiều Bích Thủy (Hà Nội)                   | Trần Tuệ Doanh (Thành phố Hồ Chí Minh) |

### Nữ - Chớp nữ
| Năm  | Địa điểm tổ chức      | Quán quân                                    | Á quân                                    | Quý quân                                  |
| ---- | --------------------- | -------------------------------------------- | ----------------------------------------- | ----------------------------------------- |
| 2014 | Cần Thơ               | Nguyễn Hoàng Yến (2) (Thành phố Hồ Chí Minh) | Lê Thị Kim Loan (Hà Nội)                  | Đàm Thị Thùy Dung (Thành phố Hồ Chí Minh) |
| 2015 | Cần Thơ               | Nguyễn Hoàng Yến (2) (Thành phố Hồ Chí Minh) | Bùi Châu Ý Nhi (Thành phố Hồ Chí Minh)    | Hồ Thị Thanh Hồng (Bình Định)             |
| 2016 | Bà Rịa – Vũng Tàu     | Nguyễn Phi Liêm (Bình Dương)                 | Đàm Thị Thùy Dung (Thành phố Hồ Chí Minh) | Bùi Châu Ý Nhi (Thành phố Hồ Chí Minh)    |
| 2017 | Bắc Giang             | Nguyễn Hoàng Yến (3) (Thành phố Hồ Chí Minh) | Hồ Thị Thanh Hồng (Bình Định)             | Nguyễn Phi Liêm (Bình Dương)              |
| 2018 | Thành phố Hồ Chí Minh | Đàm Thị Thùy Dung (Thành phố Hồ Chí Minh)    | Nguyễn Hoàng Yến (Thành phố Hồ Chí Minh)  | Lê Thị Kim Loan (Hà Nội)                  |
| 2019 | Hà Nội                | Hồ Thị Thanh Hồng (Bình Định)                | Nguyễn Hoàng Yến (Thành phố Hồ Chí Minh)  | Nguyễn Phi Liêm (Bà Rịa-Vũng Tàu)         |
| 2020 | Thành phố Hồ Chí Minh | Lê Thị Kim Loan (Hà Nội)                     | Đàm Thị Thùy Dung (Thành phố Hồ Chí Minh) | Nguyễn Hoàng Yến (Thành phố Hồ Chí Minh)  |
| 2021 | Bắc Giang             | Hồ Thị Thanh Hồng (Bình Định)                | Trần Tuệ Doanh (Thành phố Hồ Chí Minh)    | Phạm Thu Hà (Hà Nội)                      |
| 2022 | Bình Phước            | Trần Thị Bích Hằng (Bình Định)               | Đàm Thị Thùy Dung (Thành phố Hồ Chí Minh) | Hồ Thị Thanh Hồng (Bình Định)             |
| 2023 | Đà Nẵng               | Kiều Bích Thủy (Hà Nội)                      | Trần Tuệ Doanh (Thành phố Hồ Chí Minh)    | Lại Quỳnh Tiên (Thành phố Hồ Chí Minh)    |